# Björnskinnsmössa

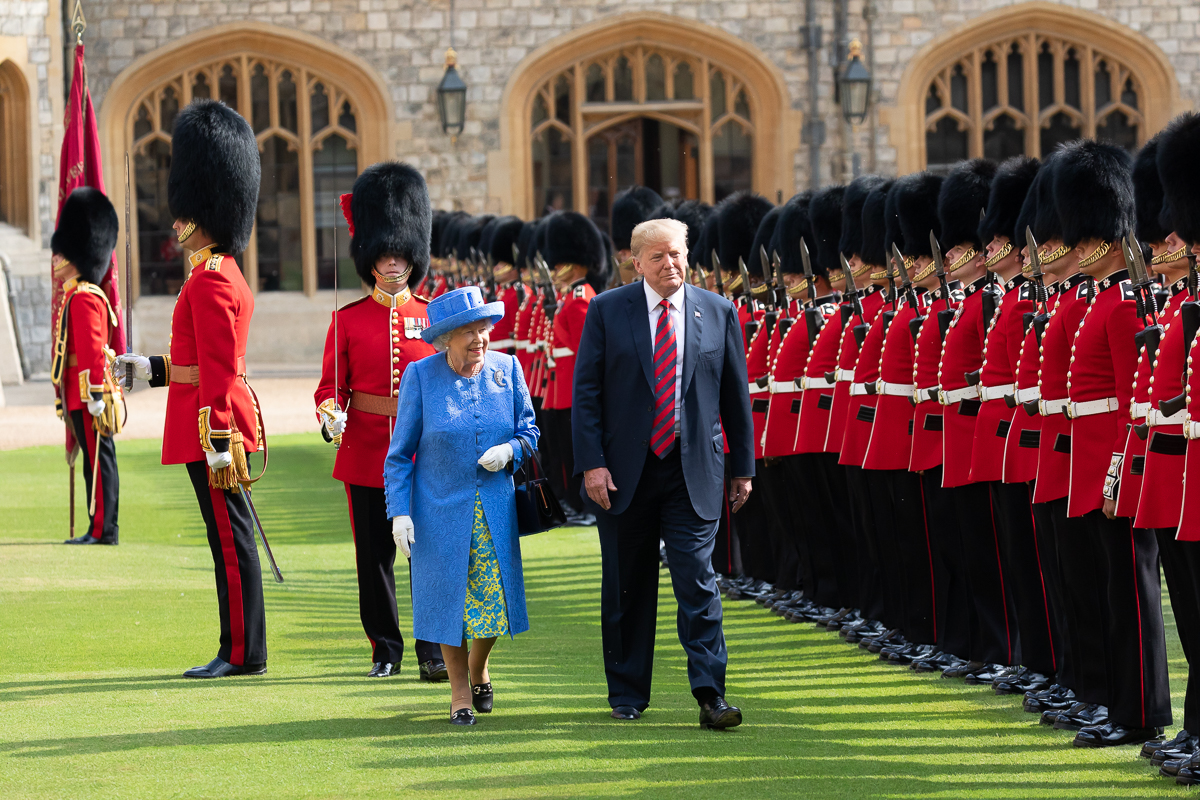
USA:s president Donald Trump och Storbritanniens drottning Elizabeth II inspekterar hedersvakten från Coldstream Guards, iförda björnskinnsmössor, vid Windsor Castle i juli 2018.

Björnskinnsmössa är en militär huvudbonad som är tillverkad främst av skinn från däggdjuret björn. Den var vanlig under 1800-talet för grenadjärer, men förekommer sedan 1900-talet endast i vissa paraduniformer. I Sverige används den idag endast av Livgardet.